# Plaine-du-Nord
Plaine-du-Nord     est une commune d'Haïti située dans le département du Nord d'Haïti et dans l'arrondissement d'Acul-du-Nord.
Les habitants sont appelés les Campinordais.

## Géographie
La commune de Plaine-du-Nord est distante d'une douzaine de kilomètres de la ville du Cap-Haïtien.

## Démographie
La commune est peuplée de 37 518 habitants(recensement par estimation de 2009).

## Histoire
Fondée en 1681, la paroisse de Plaine-du-Nord est consacrée à saint Jacques et figure parmi les premiers lieux d'implantation des colons français au nord de l'île d'Hispaniola.

## Administration
La commune est composée de quatre sections rurales :
- Morne Rouge
- Basse Plaine
- Grand Boucan (dont le quartier « Robillard »)
- Bassin Diamant

## Économie
L'économie locale repose sur la culture du café, du cacao, du tabac et des fruits.
Plusieurs distilleries permettent de transformer les récoltes de la canne à sucre.
L'élevage des bovidés est également un facteur économique pour la commune de Plaine-du-Nord.

## Culture
La commune de Plaine-du-Nord attire chaque année des milliers de pèlerins pour le pèlerinage en hommage à saint Jacques et à sainte Anne.